# Jonas Eriksson i Lindehult
Jonas Eriksson, Eriksson i Lindehult, född 26 december 1848 i Algutsboda socken, Kronobergs län, död där 1 juli 1932, var en svensk lantbrukare och politiker.
Eriksson var lantbrukare i Lindehult i Algutsboda socken. Han var ledamot av riksdagens andra kammare 1900–1908, invald i Uppvidinge härads valkrets i Kronobergs län.